# Pelote à main nue
La pelote à main nue est la plus naturelle et la plus ancienne des différentes modalités de la pelote basque. Elle est aussi souvent considérée comme la plus noble. Le jeu consiste à frapper à tour de rôle et sans instrument, une balle nommée pelote contre un mur. De nos jours, les mains sont protégées par des tacos, lamelles de caoutchouc collées à l'aide de bandes adhésives. 
Descendante directe du jeu de paume, elle est aujourd’hui reconnue et codifiée à la fois par la Fédération française de pelote basque et la Fédération internationale de pelote basque. Elle se joue en fronton place libre, en trinquet et en mur à gauche. Elle se pratique en individuel (« mano a mano » ou « tête à tête ») ou en équipe de deux joueurs (un avant, un arrière).. Des compétitions professionnelles se disputent en France et en Espagne, mais la pratique amateur est également répandue en Amérique latine. 
La main nue en trinquet serait apparue dès 1880, au Pays basque français. La pelote basque à main nue en trinquet est reconnue patrimoine culturel immatériel français par son inscription à son inventaire.

## Règles du jeu
Comme pour tous les jeux de blaid, qui forment la majorité des jeux de pelote basque, la pelote doit toucher le frontis, puis retomber sur la cancha sans être sortie des limites du jeu. Dans cette variante de jeu de pelote, c’est la main qui est utilisée pour frapper la pelote, de volée ou après un unique rebond. Le joueur ne doit en aucun cas la retenir. Les règles varient quelque peu en fonction du terrain de jeu.
Le nombre de points à obtenir pour remporter la partie dépend de l'aire de jeu.
| Aire de jeu         | Place libre | Trinquet                     | Mur à gauche 36 m            |
| ------------------- | ----------- | ---------------------------- | ---------------------------- |
| Nombre de joueurs   | Par équipe  | En tête à tête ou par équipe | En tête à tête ou par équipe |
| Partie simple       | 30 points   | 40 points                    | 22 points                    |
| 2 manches gagnantes | —           | 15 - 15 - 10 points          | 10 - 10 - 5 points           |